# Presupuesto de la Unión Europea
El presupuesto anual de la Unión Europea es la previsión normativa y vinculante de todos los ingresos y todos los gastos de la administración comunitaria y los programas de estos en el período de un año. Lo elabora, propone y gestiona anualmente la Dirección General de Presupuesto de la Comisión con el fin de ordenar y regular las cuentas públicas de la Unión para el año siguiente, computado desde el 1 de enero hasta el 31 de diciembre. Si bien ha ido aumentando a lo largo del tiempo, actualmente su límite está fijado en el 1,27 % del PIB de la Unión. El presupuesto anual se fija dentro del marco financiero plurianual (MFP) previamente establecido para un período no inferior a cinco años (actualmente 7 años).
Dado que la administración de la Unión Europea conforman una entidad política y jurídicamente distinta e independiente de los Estados que componen la Unión, está llamada asimismo a gestionar de forma autónoma e independiente los medios de ingreso, gasto y gestión financiera propios, dirigidos a sostener e impulsar las políticas comunes de la Unión. Así, por ejemplo, para hacer frente a sus necesidades financieras en 2020, la UE dispuso de un presupuesto de 172 500 millones de euros en compromisos, y 155 400 millones de euros en pagos. En abril de ese año, el Consejo adoptó rectificaciones destinadas a proporcionar ayuda adicional: se destinaron 3100 millones de euros a la lucha contra la Pandemia de enfermedad por coronavirus y 350 millones más para ayudar a Grecia en su respuesta al incremento de la presión migratoria.
La preparación y aprobación del presupuesto se llevan a cabo mediante un proceso legislativo de carácter especial, que involucra a diversas instituciones comunitarias, entre ellas la Comisión Europea, encargada de presentar el proyecto y ejecutar el presupuesto, y el Parlamento Europeo con el Consejo, que ejercen la función de aprobar o rechazar el proyecto presupuestario presentado por la Comisión. Los mecanismos jurídicos e institucionales que dan vida, sostienen y culminan los presupuestos conforman el llamado procedimiento presupuestario según lo establecido en el artículo 314 del Tratado de Funcionamiento de la Unión Europea.
La UE se nutre de los recursos que le transfieren los Estados miembros y que le corresponden por derecho, los conocidos como recursos propios, los cuales provienen fundamentalmente de las exacciones agrícolas, de los derechos de aduanas, de una cuota sobre el IVA y de una cuota en relación con el PIB. Mientras que el resto de recursos tienen fundamentalmente un carácter testimonial, ya que suponen solo un 1 % de los ingresos de la Unión, como son las multas impuestas por la Comisión Europea o el excedente positivo, si hay, del año anterior.
Los gastos de la UE se dividen en cinco bloques principales: crecimiento sostenible (empleo, innovación, educación, política social, etc.); ciudadanía, seguridad y justicia; política exterior de la UE; gastos de administración y compensaciones (ayudas a los países miembros con menor desarrollo).

## Historia
La Comunidad Europea del Carbón y del Acero (CECA) establecida en 1952 estaba financiada por un sistema de recursos propios, de recursos europeos, basado en una tasa por cada tonelada de acero producida, pagada directamente por las empresas productoras del Carbón y el Acero al presupuesto de la CECA. En el marco del Tratado de Roma de 1957, la Comunidad Económica Europea iba a ser financiada por contribuciones nacionales por un período de transición para ser seguido por un cambio a un sistema de recursos propios. Este cambio tuvo lugar el 21 y 22 de abril de 1970, cuando el Consejo Europeo acordó poner fin a la contribución nacional y dispuso la introducción de un nuevo sistema de financiación basado en dos recursos propios de la Comunidad, que sustituyó las contribuciones financieras de los Estados miembros.
En 1988, el Consejo Europeo creó un cuarto recurso "adicional" basado en contribuciones del producto nacional bruto (PNB) de cada Estado miembro, que debía sustituir al IVA como recurso de equilibrio del presupuesto. Con el transcurso del tiempo, este recurso se ha convertido en el recurso clave del presupuesto de la Unión Europea.
La introducción del cuarto recurso fue el comienzo de la desnaturalización del sistema de recursos propios y la discusión entre los contribuyentes netos y beneficiarios netos.

## Principios constitucionales
El Reglamento financiero reafirma los principios del derecho presupuestario que figuran en el Tratado de Funcionamiento de la Unión Europea (TFUE) y limita las excepciones a lo estrictamente necesario en un marco riguroso.
Unidad y veracidad presupuestaria
Estos principios implican que todos los ingresos y gastos de la UE, así como los de la Unión (que se hagan con cargo al presupuesto) deben consignarse en el presupuesto.
Esto incluye los gastos e ingresos de la UE, incluidos los gastos administrativos de las instituciones relativas a la puesta en práctica de las disposiciones del Tratado de la Unión Europea en el ámbito de la política exterior y de seguridad común de la Unión Europea (PESC). Los gastos de funcionamiento en el ámbito de la PESC también deben registrarse si son asumidos por el presupuesto de la UE.
Anualidad
En él se establece que los créditos consignados en el presupuesto se autorizarán por un ejercicio presupuestario; la duración del mismo coincidirá con el año natural.
Equilibrio
Este principio significa que el presupuesto debe estar equilibrado en ingresos y gastos, dado que la UE no está autorizada a recurrir al empréstito para cubrir sus gastos. Esta disposición se entenderá sin perjuicio de las operaciones de empréstitos y préstamos.
Unidad de cuenta
En principio, el euro es la unidad de cuenta aplicable a la elaboración, ejecución y rendición de cuentas del presupuesto europeo. No obstante, algunas operaciones pueden efectuarse en las monedas nacionales según las condiciones precisadas en las normas de desarrollo del Reglamento financiero.
Universalidad
El principio de universalidad significa que el total de los ingresos del presupuesto cubre el total de los gastos. Este principio implica dos normas importantes: la no asignación y la no contracción.
La norma de no asignación impide que un ingreso específico financie un gasto específico. El Reglamento financiero prevé derogaciones a este principio. Es el caso, en particular, de la contribución financiera de los Estados miembros a algunos programas de investigación, o también las participaciones de terceros países en actividades de la UE, en el marco del Espacio Económico Europeo por ejemplo.
La norma de no contracción dispone que no puede existir contracción entre ingresos y gastos con el fin de garantizar una presentación exhaustiva y completa del presupuesto. Así pues, los ingresos y los gastos se consignan por su importe íntegro. Sólo se admiten algunas excepciones autorizadas por el Reglamento financiero o sus normas de desarrollo.
Especialidad
Para evitar la confusión entre los distintos créditos, cada uno de ellos debe tener un destino determinado y destinarse a un gasto específico. El presupuesto se estructura en secciones, títulos, capítulos, artículos y partidas. No obstante, dado que resulta indispensable para las instituciones una cierta flexibilidad de gestión, el Reglamento financiero establece las normas para las transferencias de los créditos. Las transferencias pueden ser consecuencia de un derecho autónomo de la institución o estar sometidas a la información previa o a la decisión de la autoridad presupuestaria (el Consejo Europeo y el Parlamento Europeo).
Buena gestión financiera
Este principio se define por referencia a los principios de economía, eficiencia y eficacia. La aplicación de este principio pasa por la definición de objetivos comprobables que son seguidos a través de indicadores de resultados mensurables, con el fin de pasar de una gestión orientada hacia los medios a una gestión orientada hacia los resultados. Las instituciones deben realizar evaluaciones previas y a posteriori, de conformidad con las orientaciones definidas por la Comisión Europea.
Transparencia
Se trata de garantizar la transparencia en la elaboración y la ejecución del presupuesto, así como para la rendición de las cuentas. Esta transparencia se traduce, entre otras cosas, en la publicación del presupuesto y de los presupuestos rectificativos en el Diario Oficial de la Unión Europea. Esta publicación se efectúa en un plazo de dos meses a partir de la fecha de la aprobación definitiva del presupuesto por el Parlamento Europeo.

## Procedimiento presupuestario
El procedimiento presupuestario, tal como quedó configurado tras la entrada en vigor del Tratado de Lisboa en 2009, comienza el 1 de septiembre y culmina el 31 diciembre de cada ejercicio presupuestario, esto es, de cada año. Sin embargo el primer paso en este sentido se lleva a cabo tiempo antes, cuando a finales de junio las instituciones, órganos y organismos de la Unión remiten a la Comisión Europea una estimación general de los gastos e ingresos previstos para el siguiente ejercicio, de acuerdo con sus procedimientos internos. Sobre la base de dichas estimaciones consolidadas por las de sus propios servicios, la Dirección General de Presupuesto (DG BUDG) de la Comisión elabora diversos borradores y define un anteproyecto bajo la responsabilidad del comisario de Presupuesto y Administración, que este eleva a cuestión, al Colegio de Comisarios para la aprobación del texto como proyecto presupuestario definitivo. Esta fase del proceso debe concluir antes del 1 de septiembre, fecha en que el proyecto se remite al Parlamento Europeo y al Consejo y da comienzo el procedimiento propiamente dicho.
El Consejo será el primero en pronunciarse acerca del proyecto de presupuesto, remitiendo su posición motivada al Parlamento antes del 1 de octubre. Por su parte, el Parlamento Europeo podrá aprobar la posición del Consejo, lo que supondría la adopción del Presupuesto. Igualmente, si en el plazo de 42 días no ha manifestado su postura, el Presupuesto se considerará adoptado. Finalmente, si la mayoría parlamentaria aprobase la introducción de enmiendas al Presupuesto, se convocará automáticamente el Comité de Conciliación. No obstante, si en el plazo de diez días, el Consejo decide aprobar las enmiendas presupuestarias del Parlamento, el Comité de Conciliación no llegará a reunirse.
Suponiendo que el Consejo no apruebe las enmiendas del Parlamento, actuará el Comité de Conciliación, compuesto por los miembros del Consejo e igual número de europarlamentarios. El Comité dispondrá de 21 días para consensuar un texto conjunto.
En el supuesto de que no se llegase a consensuar un texto conjunto en el seno del Comité de Conciliación, la Comisión habrá de presentar un nuevo proyecto de presupuesto, volviendo así a la primera etapa del procedimiento.
No obstante, si el Comité llega a consensuar dicho texto conjunto, deberá someterlo a la aprobación del Consejo y del Parlamento, que contarán con un plazo de catorce días para pronunciarse. Si una de las instituciones sobrepasa ese plazo, supondrá la adhesión a la decisión que adopte la otra Institución, cuando sí se haya pronunciado; si ninguna de las instituciones se pronuncia en plazo, el texto se considerará adoptado.
En el supuesto de que el Consejo lo apruebe y el Parlamento lo rechace, la Comisión deberá presentar otro proyecto de presupuesto. En el supuesto de que el Consejo lo rechace, pero el Parlamento lo apruebe, se abrirá un plazo de catorce días a partir de la fecha del rechazo del Consejo, decidir por mayoría de los miembros que lo componen y tres quintas partes de los votos emitidos.

## Ingresos
Recursos propios
La Unión Europea se nutre de los recursos que le transfieren los Estados miembros y que le corresponden por derecho. Es lo que se denomina recursos propios. Los recursos propios de la Unión tienen básicamente cuatro orígenes:
- Exacciones agrícolas: impuestos sobre las importaciones de productos agrícolas. Suponen entre un 1% y un 2%

los ingresos de la Unión.
- Derechos de aduanas: arancel común para los productos importados de terceros países. Supone un 10% de los ingresos de la Unión.
- Cuota sobre el IVA: los Estados miembros realizan aportaciones al presupuesto de la Unión por valor de un porcentaje uniforme sobre la base del impuesto sobre el valor añadido (IVA). Supone cerca del 15% de los ingresos de la Unión.
- Cuota en relación con: las necesidades financieras restantes para cubrir los presupuestos de la Unión se cubren mediante aportaciones de los Estados miembros en función de su producto interior bruto. Supone cerca del 75% de los ingresos de la Unión.

Hay otros recursos, de carácter testimonial, ya que suponen sólo un 1% de los ingresos de la Unión, como son las multas impuestas por la Comisión Europea o el excedente positivo, si hay, del año anterior.

## Gastos

### Marco financiero plurianual
El marco financiero plurianual (MFP, en inglés Multiannual Financial Framework  y abreviadamente MFF) de la Unión Europea es un plan de gasto plurianual que transforma en términos financieros las prioridades de la UE y limita el gasto de la Unión durante un período determinado. El MFP se debe definir para un plazo no inferior a 5 años y en la actualidad se trabaja con acuerdos sobre marcos financieros para periodos de 7 años.
El MFP agrupa las actividades de la Unión en categorías de gasto y asigna un techo máximo que los presupuestos anuales deben respetar. Además define, para cada período de programación, los límites máximos (los importes máximos de créditos de compromiso y créditos de pago) anuales para cada rúbrica (las categorías de gastos). El procedimiento presupuestario anual determina el importe exacto de los gastos y su distribución entre las distintas líneas presupuestarias para el año de que se trate. La distribución del gasto por rúbricas se articula en torno a las prioridades políticas de la Unión para el período en cuestión.
El carácter de compartimento estanco de las rúbricas significa que cada línea presupuestaria se financia en el marco de una rúbrica determinada. Por ello, cada rúbrica debe estar suficientemente dotada para permitir una posible redistribución de los gastos entre las distintas acciones de una misma rúbrica en función de las necesidades o permitir financiar los gastos imprevistos. El margen para imprevistos entre el límite máximo de los recursos propios y el límite máximo de los créditos para pagos, tiene por función:
- permitir revisar el marco financiero, en caso de necesidad, para hacer frente a gastos no previstos al adoptarse las perspectivas financieras;
- contribuir a absorber las consecuencias de un crecimiento económico menor del previsto; en efecto, en estas circunstancias, con una RNB efectiva menos elevada que la prevista, el límite máximo de los créditos para pagos, que es un importe absoluto, puede ser financiado dentro del límite máximo de los recursos propios (expresado en porcentaje del PNB) utilizando el margen.

### Inversiones estructurales
Los Fondos Estructurales y de Inversión Europeos (Fondos EIE) son unos fondos gestionados y ejecutados por la Comisión Europea que funcionan conjuntamente a fin de apoyar la cohesión económica, social y territorial de la Unión Europea. Son cinco los fondos estructurales: FEADER, FEMP, FEDER, FSE y FC. Los tres últimos son los fondos directamente relacionados con la Política de Cohesión, mientras que el FEADER está directamente relacionado con la Política Agraria Común y el FEMP con la Política Pesquera Común. Forman parte fundamental del presupuesto anual de la Unión.
El FEDER —la partida más importante— se trata de ayudas para la construcción de infraestructuras y otras inversiones adscritas a crear ocupación, mientras que el FSE financia la formación para la reinserción laboral de parados y otros sectores desfavorecidos.

## Control presupuestario
- Descargo parlamentario
- Tribunal de Cuentas de la Unión Europea